# ژرکو شرودر
ژرکو شرودر (انگلیسی: Gerco Schröder؛ زادهٔ ۲۸ ژوئیهٔ ۱۹۷۸) سوارکار پرش اهل پادشاهی هلند است.